# Alice Vieira
Alice de Jesus Vieira Vassalo Pereira da Fonseca ComM • GOIP (Lisboa, 20 de março de 1943) é uma escritora e jornalista profissional portuguesa.

## Biografia
Com os pais originários de uma aldeia de Lapas em Torres Novas, Alice Vieira nasceu e viveu em Lisboa. Na infância, dos 4 aos 14 anos, passou os verões nas Termas de Caldelas. Frequentou o Liceu D. Filipa de Lencastre.
Alice Vieira licenciou-se em Filologia Germânica pela Faculdade de Letras da Universidade de Lisboa.
Dedicou-se desde cedo ao jornalismo, tendo trabalhado nos jornais "Diário de Lisboa" (onde, juntamente com o seu marido, o jornalista e escritor Mário Castrim, dirigiu o suplemento "Juvenil"), "Diário Popular" e "Diário de Notícias" e colaborou durante muitos anos com a revista "Activa" e o "Jornal de Notícias".
Após o início da relação com Mário Castrim, Alice mudou-se para o "Diário Popular" para evitar conflitos de interesse. Desta relação, que durou até à morte de Castrim em 2002, tiveram dois filhos: a jornalista e escritora Catarina Fonseca, e André Fonseca, professor universitário.
Atualmente colabora na revista "Audácia", dos Missionários Combonianos  e no "Jornal de Mafra" on-line.
Trabalhou em vários programas de televisão para crianças e é considerada uma das mais importantes escritoras portuguesas de literatura infanto-juvenil.
As suas obras foram traduzidas para várias línguas, como o alemão, o búlgaro, o espanhol, o galego, o catalão, o francês, o húngaro, o holandês, o russo, o italiano, o chinês, o servo-croata e o coreano, o bengali
A 7 de Março de 1997 foi feita Comendadora da Ordem do Mérito e a 17 de Novembro de 2020 foi feita Grande-Oficial da Ordem da Instrução Pública.

## Obras
(ano de lançamento - título)

### Literatura infanto-juvenil
- 1979 - Rosa, Minha Irmã Rosa—27ª ed. 2014
- 1979 - Paulina ao Piano--5ªed. 1999
- 1980 - Lote 12, 2º Frente—16ª ed. 2009
- 1981 - A Espada do Rei Afonso—13ª ed. 2010
- 1982 - Chocolate à Chuva—25ª ed. 2013
- 1983 - Este Rei que eu Escolhi—14ª ed 2359
- 1984 - Graças e Desgraças na Corte de El Rei Tadinho--20ªed. 2013
- 1985 - Águas de Verão--10ª ed. 2010
- 1986 - Flor de Mel—10ª ed. 2010
- 1987 - Viagem à Roda do meu Nome--11ª ed. 2010
- 1988 - Às Dez a Porta Fecha--8ª ed. 2015
- 1988 - "A Lua Não Está à Venda"
- 1990 - Úrsula, a Maior--9ªed. 2011
- 1990 - Os Olhos de Ana Marta—7ª ed. 2010
- 1991 - Promontório da Lua--6ª ed. 2009
- 1992 - Leandro, Rei da Helíria—24ª ed. 2015
- 1997 - Se Perguntarem por mim, Digam que Voei--7ª ed. 2010
- 1999 - Um Fio de Fumo nos Confins do Mar--3ª ed. 2011
- 2001 - Trisavó de pistola à cinta e outras histórias--6ª ed. 2012
- 2005 - Livro com Cheiro a Chocolate
- 2005 - O Casamento da Minha Mãe
- 2006 - Livro com Cheiro a Morango
- 2007 - Livro com Cheiro a Baunilha
- 2007 - O meu Primeiro Álbum de Poesia
- 2008 - A Vida nas Palavras de Inês Tavares
- 2008 - Livro com Cheiro a Caramelo
- 2008 - A Charada da Bicharada
- 2009 - Contos de Grimm Para Meninos Valentes
- 2009 - A Que Sabe Esta História?
- 2009 - Livro com Cheiro a Canela
- 2010 - Contos de Andersen para Crianças Sem Medo
- 2010 - Meia Hora Para Mudar a Minha Vida-- 2ª ed. 2015
- 2010 - Livro com Cheiro a Banana
- 2010 - A Arca do Tesouro (com CD, música de Eurico Carrapatoso, narração de Luís Miguel Cintra e ilustrações de João Fazenda).
- 2011 - Contos de Perrault para Crianças Aventureiras
- 2012 - Histórias da Bíblia
- 2012 - Expressões com HistóriaAs Mãos de Lam Seng
- 2014 - A velha caixa; A bela moura ilustrações de João Fazenda
- 2016 - Diário de Um Adolescente na Lisboa de 1910
- 2018 - A Sopa da Pedra/Um Ladrão Debaixo da Cama
- 2019 - Lindo, lindíssimo

#### Colecção Macau
- 1988 - O que Sabem os Pássaros
- 1988 - As Árvores que Ninguém Separa
- 1988 - Um Estranho Barulho de Asas
- 1988 - O Tempo da Promessa
- 1990 - Macau: da Lenda à História
- 1991 - Corre, Corre, Cabacinha
- 1991 - Um Ladrão debaixo  da Cama
- 1991 - Fita, Pente e Espelho
- 1991 - A Adivinha do Rei
- 1992 - Periquinho e Periquinha
- 1992 - Maria das Silvas
- 1993 - As Três Fiandeiras
- 1993 - A Bela Moura
- 1994 - O Pássaro Verde
- 1994 - Eu Bem Vi Nascer o Sol

### Obras para Adultos
- 1997 - Praias de Portugal (com fotos de Maurício Abreu)
- 1999 - Esta Lisboa (com fotos de António Pedro Ferreira)
- 2004 - Bica Escaldada (crónicas)
- 2006 - Pezinhos de Coentrada (crónicas)
- 2007 - Dois Corpos Tombando na Água (poesia ) - Prémio Literário Maria Amália Vaz de Carvalho (2007)
- 2008 - Tejo (com fotos de Neni Glock)
- 2009 - O Que Dói às Aves (poesia )
- 2011 - O Que se Leva Desta Vida (crónicas)
- 2011 - Os Profetas (romance )
- 2012 - O Mundo de Enid Blyton
- 2012 - O Livro da Avó Alice
- 2013 - Os Armários da Noite (poesia, finalista do Prémio PEN Clube
- 2017 - Só Duas Coisas Que, Entre Tantas, Me Afligiram

### Poesia
- 1964 - De Estarmos Vivos[10]
- 2018 - Olha-Me Como Quem Chove

### Obras em conjunto com outros escritores
- 2005 - Novos Mistérios de Sintra (romance)
- 2006 - O Código de Avintes (romance)
- 2007 - Eça Agora! (romance)
- 2009 - 13 Gotas ao deitar (romance)
- 2010 - Chocolate — Histórias de Ler e Chorar por Mais (contos)
- 2011 - Picante - Histórias Que Ardem na Boca (contos)
- 2013 - A Misteriosa Mulher da Ópera (romance)[11]

## Prémios
- 1979 - Prémio de Literatura Infantil Ano Internacional da Criança, com Rosa, Minha Irmã Rosa.
- 1983 - Prémio Calouste Gulbenkian de Literatura Infantil, com Este Rei que Eu Escolhi.
- 1994 - Grande Prémio Gulbenkian, pelo conjunto da sua obra.
- 2000 - Prix Octogone (França), para a edição em francês de "Os Olhos de Ana Marta"
- 2007 - Prémio Maria Amália Vaz de Carvalho, com o livro de poemas Dois Corpos Tombando na Água
- 2010 - Estrela de Prata do Prémio Peter Pan (Suécia) para a edição sueca de "Flor de Mel"[1][2][3]
- 2016 - Melhor livro em língua portuguesa editado no Brasil da Fundação Nacional para o Livro Infantil e Juvenil[12]
- 2023 - Prémio Iberoamericano SM de Literatura Infantil e Juvenil [13]